# سانتیاگو کاسترو
سانتیاگو کاسترو (انگلیسی: Santiago Castro؛ زادهٔ ۱۸ سپتامبر ۲۰۰۴) یک بازیکن فوتبال اهل آرژانتین است که برای باشگاه فوتبال بولونیا در پست مهاجم بازی می‌کند.

## افتخارات

### باشگاهی
بولونیا
- جام حذفی فوتبال ایتالیا(۱): ۲۵–۲۰۲۴